# Copaifera langsdorffii
Copaifera langsdorffii là một loài thực vật có hoa trong họ Đậu. Loài này được Desf. miêu tả khoa học đầu tiên.

## Hình ảnh

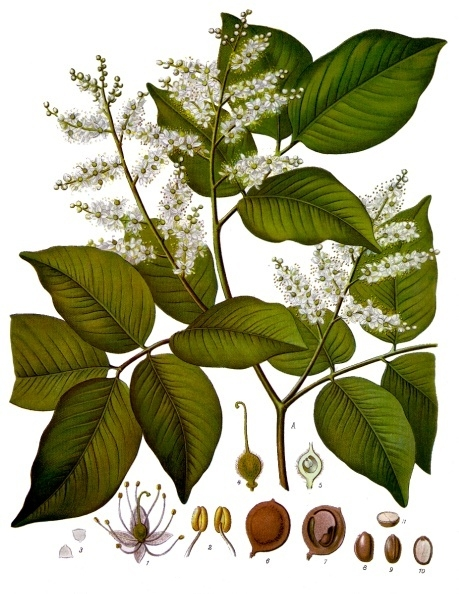
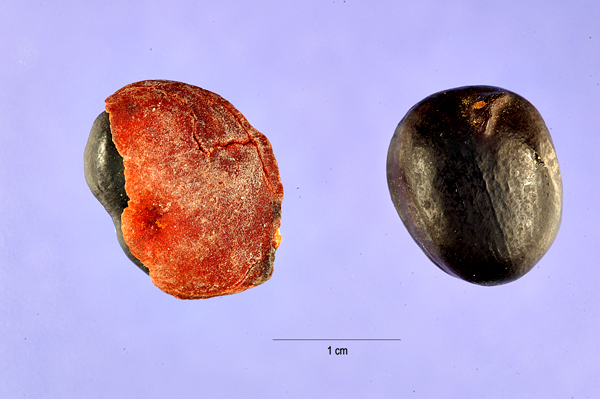
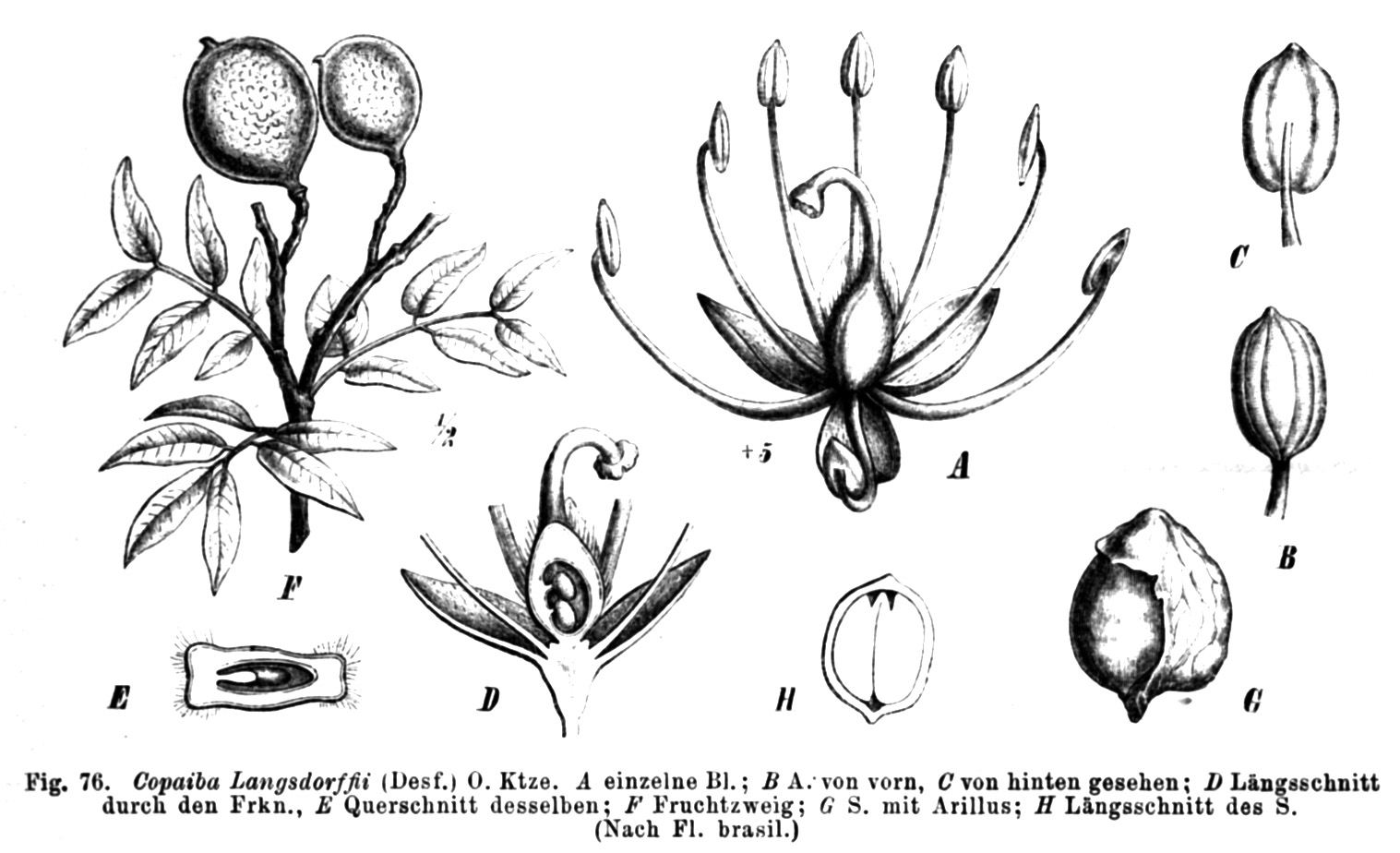
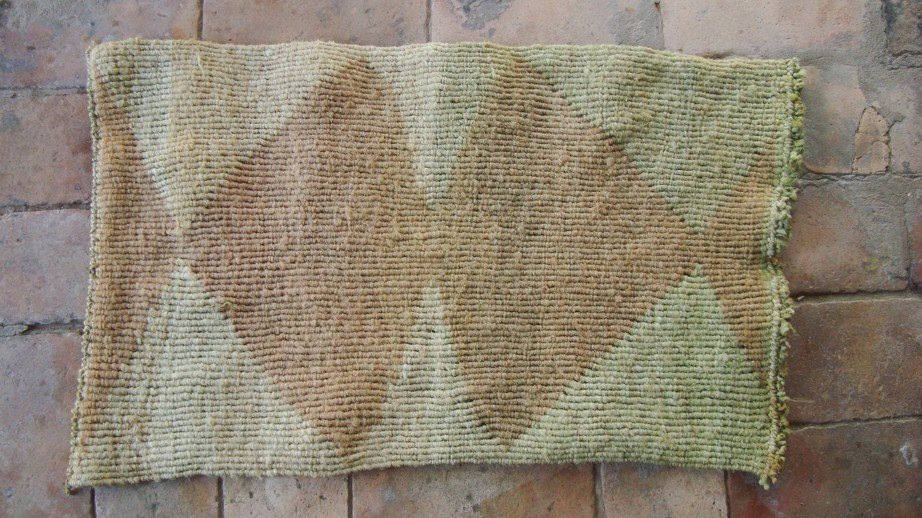